# Raimundo Elísio Frota Aguiar
Raimundo Elísio Frota Aguiar (Coreaú, 21 de outubro de 1894 — Fortaleza, 31 de maio de 1990) foi um comerciante e político brasileiro, com atuação no estado do Ceará, onde foi deputado estadual.

## Biografia
Filho de Francisco Felinto Frota Aguiar e Rosa Frota Aguiar, mudou-se para a Amazônia para operar na cultura da borracha, voltando para o Ceará em 1918, sendo em seguida foi eleito vereador em Sobral. Militou pela emancipação política de Cariré. Em 1935 foi nomeado prefeito de Cariré e, em seguida, ocupou o cargo por eleição direta. Em 1950, foi eleito deputado estadual, não se reelegendo nos pleitos seguintes, mas assumindo por várias suplências. Em 1965 foi o 4º secretário da Assembleia Legislativa do Ceará.